# Festival Feminista de Lisboa

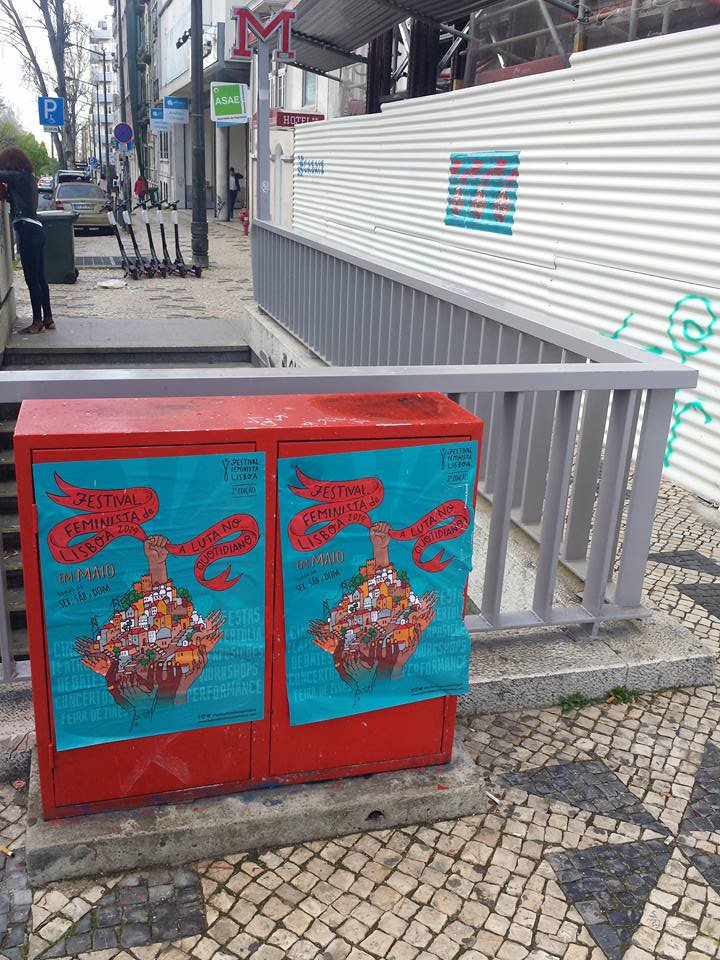
Cartel de la segunda edición del Festival Feminista de Lisboa a la entrada de la estación de metro en Lisboa, 2019.

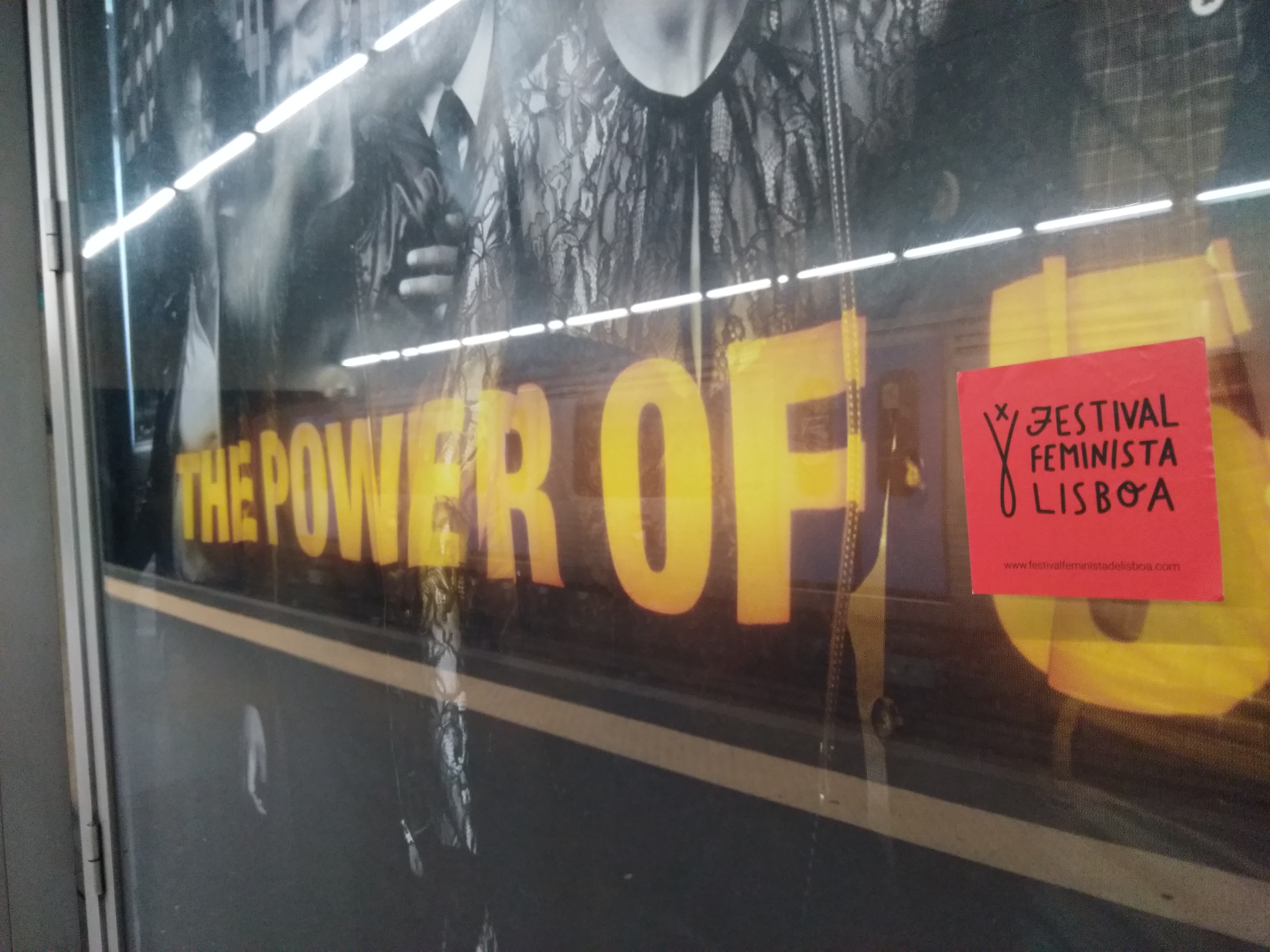
Pegatina del Festival Feminista de Lisboa como publicidad callejera. Lisboa, 2019.

El Festival Feminista de Lisboa es una iniciativa de la sociedad civil que se realiza anualmente desde 2018, en diferentes lugares de la ciudad portuguesa, en torno al tema del feminismo. Todas las actividades de su programa están abiertas al público, son gratuitas e incluyen exposiciones, debates, conciertos, talleres, teatro, cine, espectáculos, intervenciones callejeras, etc.
Los principales valores del festival feminista se pueden leer en su manifiesto: anticapitalista, comunitario e inclusivo. Con una estructura de organización horizontal, sin fines de lucro, compuesto por un grupo de voluntarias que se unieron por primera vez a fines de 2017, después de una llamada por Internet realizada por Cuntroll Zine, un fanzine dedicado a la promoción de artistas que se identifican con el género femenino y las personas queer.
El programa de la primera y segunda edición del evento se elaboró a partir de una convocatoria pública de propuestas dirigida a personas individuales o colectivos para el desarrollo de actividades, dentro del ámbito del festival, con un enfoque en feminismo e igualdad de oportunidades para todos.

## Primera edición del Festival Feminista de Lisboa (2018)
El primer evento realizado por la organización fue una fiesta para la recaudación de fondos, en febrero de 2018, en el espacio cultural Anjos70. El Carnaval Feminista tuvo como objetivo recaudar fondos para cubrir los gastos de alimentación, transporte y alojamiento de los expositores, además de los costes de promoción para su primera edición.
La primera edición del Festival Feminista de Lisboa tuvo lugar del 3 al 25 de marzo de 2018, los viernes, sábados y domingos.

## Premios
A finales de enero de 2019, durante la preparación de la segunda edición del evento, el Festival Feminista de Lisboa recibió el premio Madalena Barbosa del Ayuntamiento de Lisboa en colaboración con CIG - Comisión para la Ciudadanía e Igualdad de Género. La entrega de premios tuvo lugar el 10 de diciembre de 2019 en la Sala de Archivo de los Paços do Concelho de Lisboa.